# Liste des évêques de Thérouanne
Pour un article plus général, voir Ancien diocèse de Thérouanne.

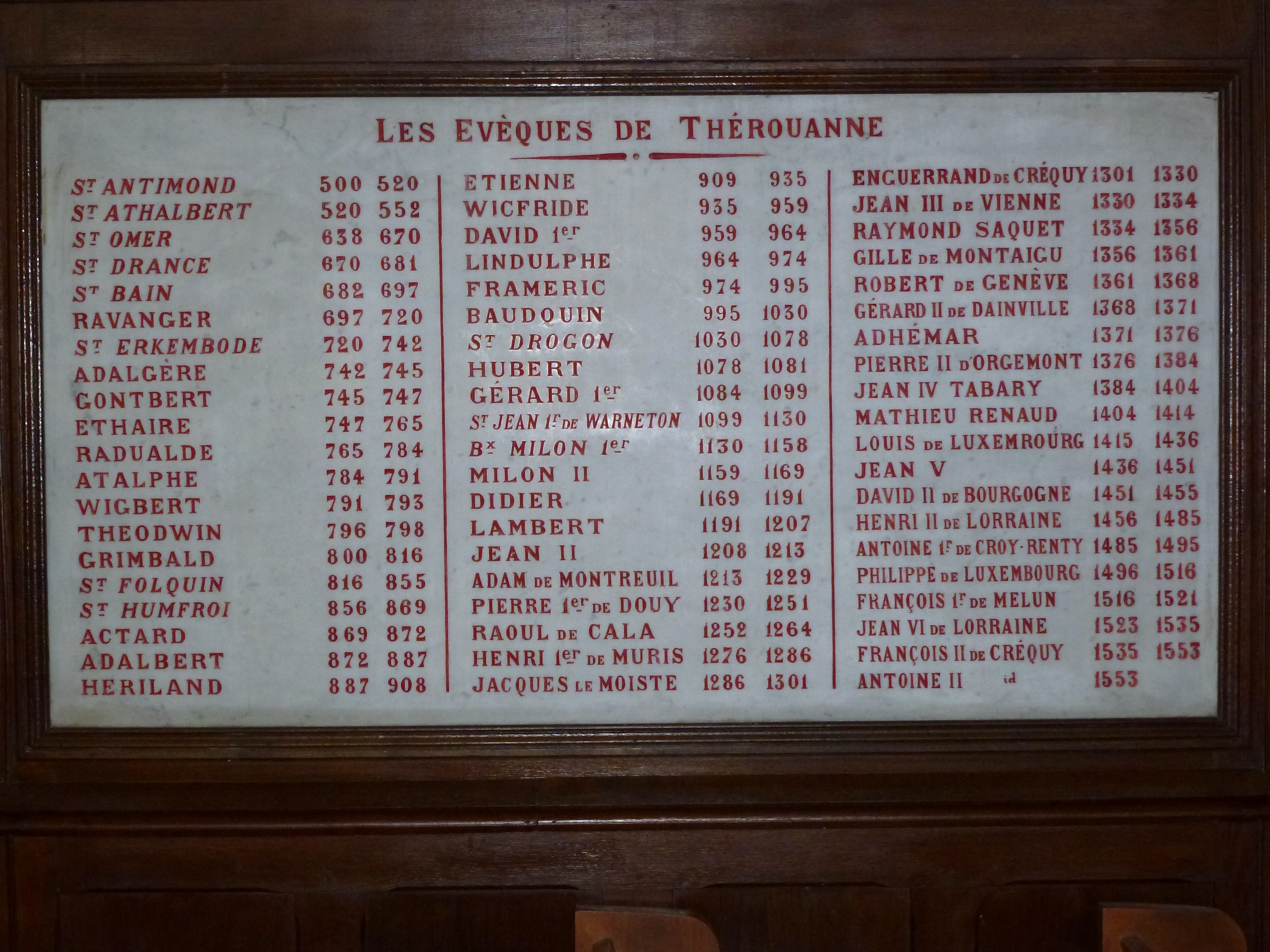
La liste des évêques dans l'église Saint-Martin de Thérouanne.

Cette page regroupe les évêques de Thérouanne, aujourd'hui un village du Pas-de-Calais en région Hauts-de-France.
Cette liste va de 639 à 1553, date de la suppression de fait du diocèse de Thérouanne à la suite de l'anéantissement de la ville de Thérouanne par Charles Quint en 1553, la suppression officielle intervenant en 1567, à la suite de la réorganisation des diocèses des Pays-Bas de 1561.
Le diocèse de Thérouanne, dont la superficie était très vaste, fut alors démembré en trois évêchés plus petits : ceux de Saint Omer, Ypres et Boulogne, qui furent, à leur tour, supprimés pendant la Révolution pour être rattachés au diocèse d'Arras.
Le titre d'évêque de Thérouanne a été repris en 2018, sans conséquence territoriale (« évêché titulaire »).

## Évêques de Thérouanne

### VIIesiècle
- av. 639 - † ap. 667 : Audomar, canonisé sous le nom de saint Omer
- ? - ? : Draucius
- ap. 667 - v. 669/701 : Bain ou Bainus ; saint chrétien fêté le 20 juin[1],[2].
- v. 669/701 - v. 721/723 : Ravengerus

### VIIIesiècle
- v. 721/723 - v. 737/742 : Erkembode
- v. 742 - 745 : Adalgere
- 745 - av. 747 : Gontbert
- 747 - 748 : Aethereus
- ? - ? : Rodwaldus
- 765 - 784 : Atalphe
- 784 - 791 : Radualde
- av. 798 - ap. 798 : Théoduin
- ap. 798 - av. 814/817 : Grimbaldus

### IXesiècle
- 817 - †855 : saint Folcuin
- 856 - †869 : saint Humphroy
- 869 - 872 : Actard
- 872 - 887 : Adalbertus (résigne) † 914
- 887 - ap. 900 : Herilandus (résigne) † 920

### Xesiècle
- 909 - †v.935 : Étienne
- 935 - †959 : Wicfridus
- 959 - †964 : David
- 964 - †995 : Framericus ; Lindulphe de Therouanne assiste en mai 972 au concile tenu au Mont-Sainte-Marie en Tardenois dans le diocèse de Soissons par Adalberon de Reims aux côtés des autres évêques de l'archevêché[3].
- 995 - †1030 : Baudouin

### XIesiècle
- 1030 - †1078 : Drogon
- 1078 - 1081 : Hubert (résigne)
- 1082 - 1083 : Lambert de Bailleul (intrus)
- 1084 - 1099 : Gérard (résigne)
- 1099 - †1130 : Jean Ier de Warneton

### XIIesiècle
- 1130 - †1158 ou †1159 : Milon Ier
- 1159 - 1169 : Milon II
- 1169 - 1191 : Didier [4](Didier de Courtrai, fils de Roger de Courtrai, châtelain de Courtrai et châtelain de Gand et de Marguerite de Guînes, fille d'Arnould Ier de Guînes, comte de Guînes[5]).
- 1191 - 1207 : Lambert de Bruges

### XIIIesiècle
- 1207 - 1213 : Jean II
- 1213 - 1229 : Adam
- 1229 - 1250 : Pierre de Doij
- 1252 - 1262 : Raoul de Chelles
- 1262 - 1276 : vacance
- 1276 - 1286 : Henri de Murs
- 1287 - 1301 : Jacques de Boulogne

### XIVesiècle

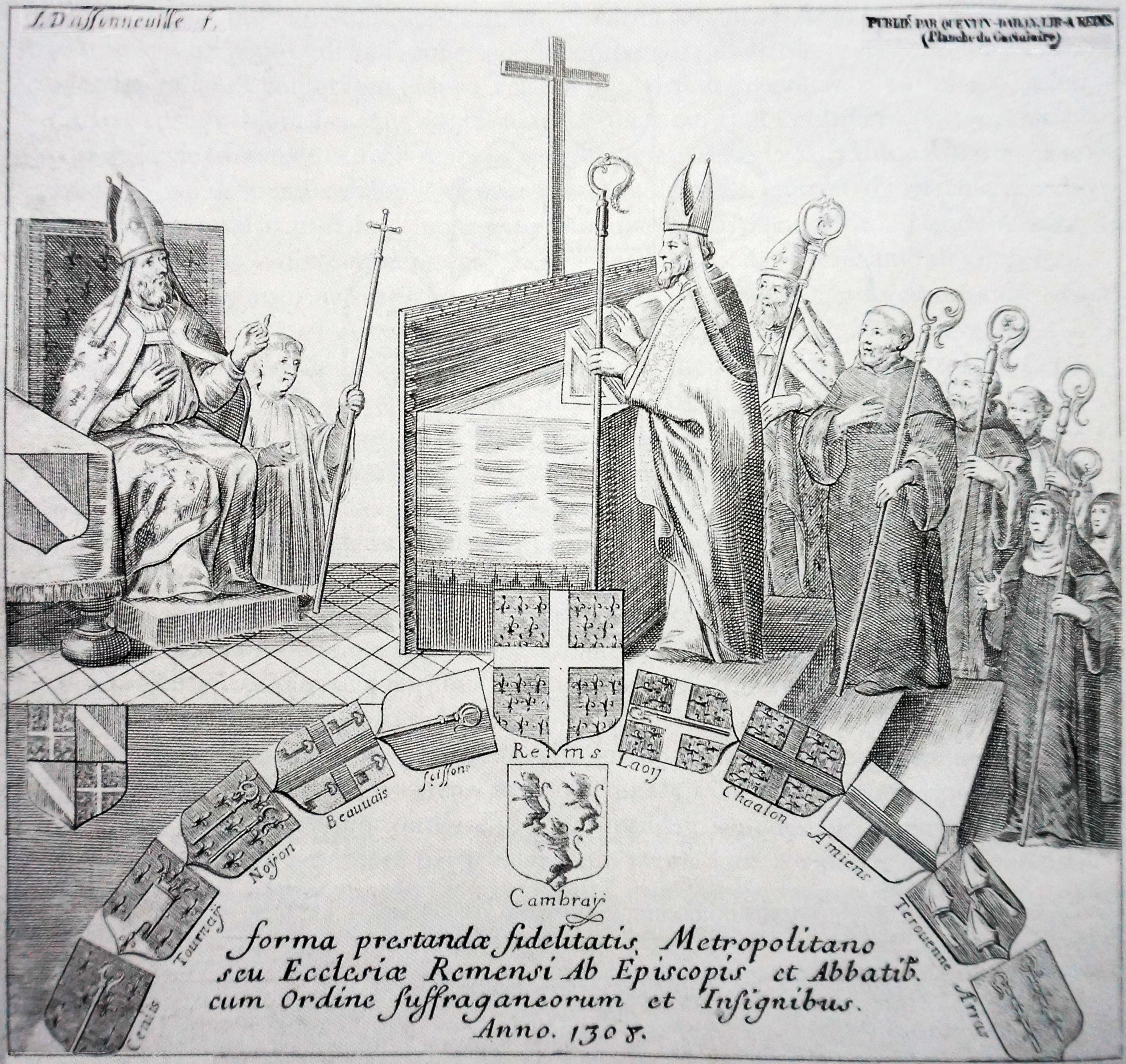
L'évêque de Thérouanne, l'un des suffragants de l'archevêque de Reims.

- 1301 - 1330 : Enguerrand de Créqui
- 1330 - 1334 : Jean II de Vienne (devient archevêque de Reims, † 1351)
- 1334 - 1356 : Raymond Saquet
- 1356 - 1361 : Gilles Aycelin de Montaigut
- 1361 - 1368 : Robert de Genève (futur antipape Clément VII)
- 1368 - 1371 : Gérard de Daimville
- 1371 - 1376 : Adhémar Robert
- 1376 - 1384 : Pierre II d'Orgemont (fils de Pierre d'Orgemont, chancelier de Charles V)
- 1384 - 1403 : Jean Tabari

### XVesiècle
- 1404 - 1414 : Matthieu ou Renaud de Bapaume
- 1415 - 1436 : Louis de Luxembourg
- 1436 - 1451 : Jean Le Jeune (Jean V)
- 1451 - 1455 : David de Bourgogne
- 1456 - 1485 : Henri de Lorraine († 1505), devient ensuite évêque de Metz
- 1485 - 1496 : Antoine de Croÿ
- 1496 - 1513 : Philippe de Luxembourg

### XVIesiècle
- 1513 - 1521 : François de Melun (évêque d'Arras : 1509-1512)
- 1521 - 1535 : Jean de Lorraine
- 1535 - 1537 : François de Créquy
- 1553 : Antoine de Créquy

### XXIesiècle:siège titulaire
- 2018-2023 : Jean-Pierre Vuillemin, évêque auxiliaire de Metz[6], transféré ensuite au Mans
- Depuis 2023 : Étienne Vető, évêque auxiliaire de Reims

## Sources
- Gallia Christiana, Tome IV.
- Abbé Octave Bled, Regestes des évêques de Thérouanne 500-1553, Saint-Omer, 1902-1907, fascicule 1 (500-1159) ; fascicule 2 (1159-1251) ; fascicule 3 (1252-1414) ; fascicule 4 (1415-1558) ;
- E. Strubbe en L. Voet, De chronologie van de middeleeuwen en de moderne tijden in de Nederlanden, Anvers, 1960. (Réimpression anastatique: Bruxelles, 1991).
- E. van Drival, Légendaire de la Morinie, ou Vies des Saints de l'ancien Diocèse de Thérouanne[7]
- A.L.E. Bultel, Notice de l'état ancien et moderne de la province et comté d'Artois, 1748, pages 91–106: Chronologie des Evêques de Therouane[8].

## Pages connexes
- Diocèse de Thérouanne
- Diocèse de Saint Omer
- Diocèse d'Ypres
- Diocèse de Boulogne
- Liste des évêques de Saint Omer
- Liste des évêques d'Ypres
- Liste des évêques de Boulogne